# SatNOGS

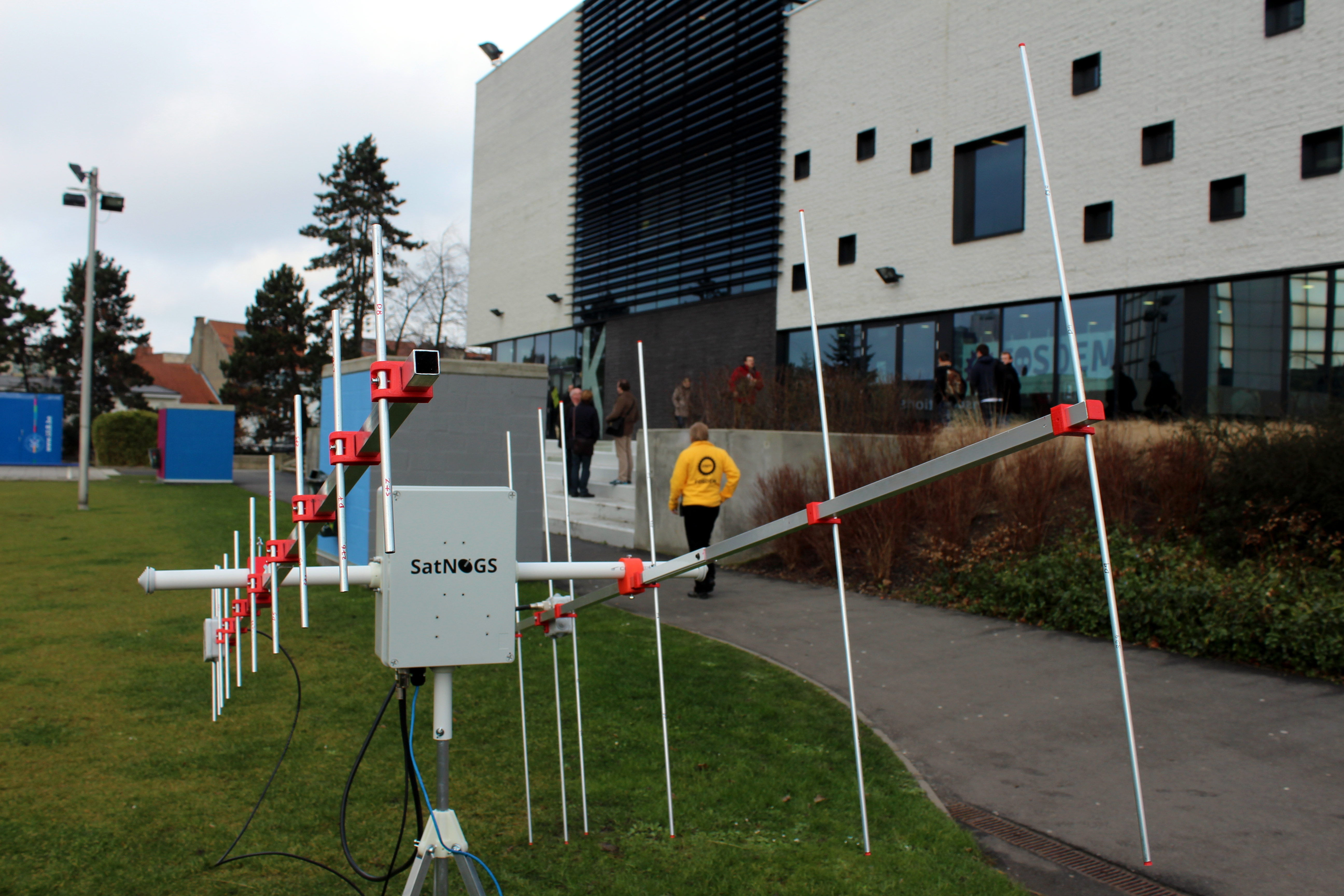

Le projet SatNOGS (Satellite Networked Open Ground Station - Station terrienne open source en réseaux) est un ensemble de logiciels et matériels visant à créer un réseau de stations terriennes open source,,.

## Historique
Le projet SatNOGS a été lancé lors du NASA SpaceApps Challenge en 2014 au Hackerspace d'Athènes. Le projet a ensuite participé et a remporté la première place au concours Hackaday 2014. SatNOGS est actuellement un projet de la Libre Space Foundation.

## Présentation
SatNOGS vise à fournir l'ensemble des technologies nécessaires à la création d'un réseau distribué de stations terrestre de réception pour les satellites en orbite terrestre basse. Afin de mettre en place cet ensemble, les quatre sous-projets suivants sont en cours de développement.   

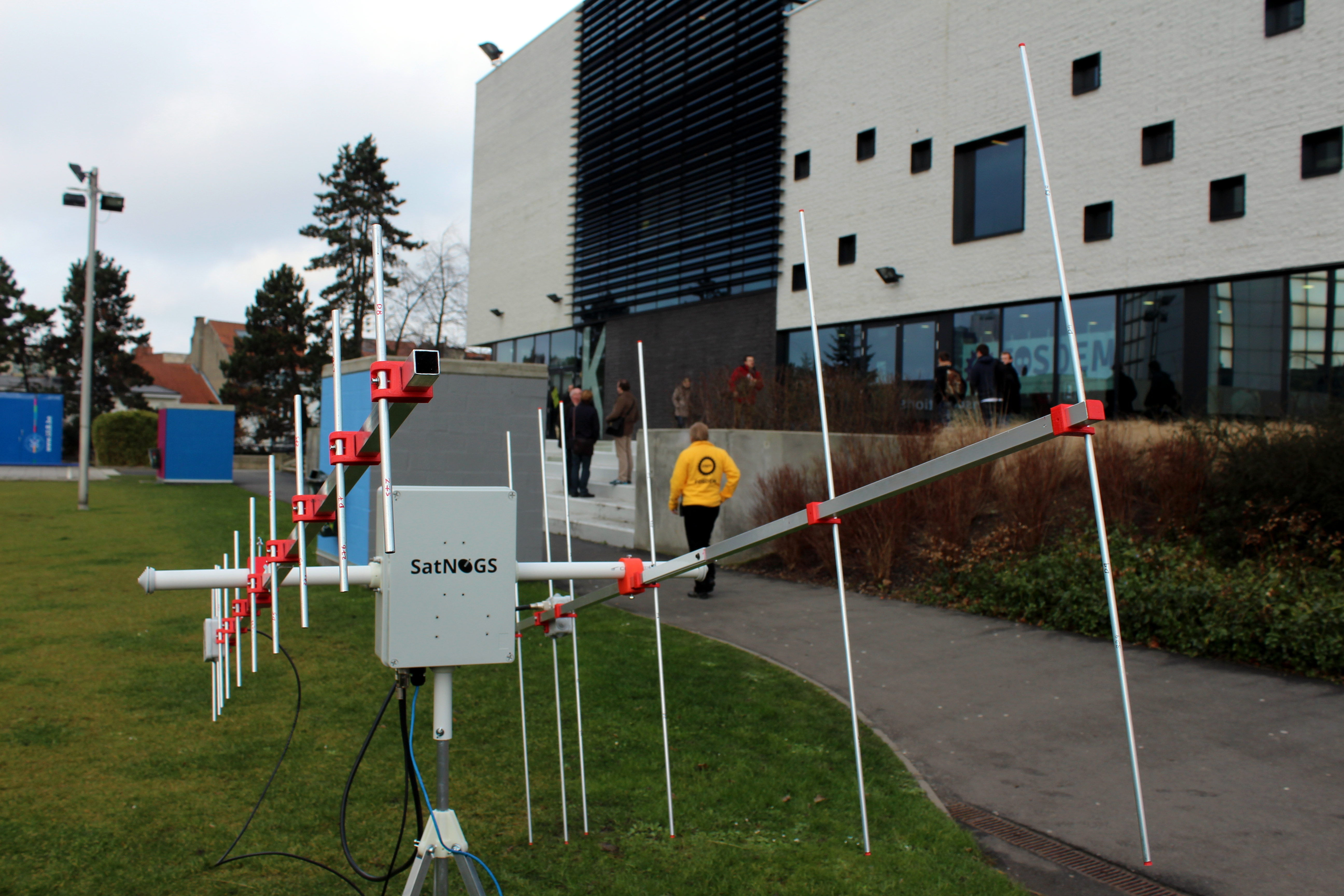
La station terrestre SatNOGS version 2 déployée au cours du FOSDEM 2015

### Réseaux (Network)
SatNOGS Network est une application Web permettant de programmer des observations sur le réseau de stations terrestre,. Il facilite la coordination des observations et la réception des signaux satellitaires ainsi que la planification de telles observations.[réf. nécessaire]

### Base de données (Database)
La base de données est une application collaborative. Elle permet à ses contributeurs d'indiquer des informations à propos des différents satellites actifs en orbite (fréquence, modulation, format des trames) . L'ensemble des données sont disponibles via une API Internet permettant à d'autre projets de réutilisé ses informations.[réf. nécessaire]

### Client
Le client SatNOGS est le logiciel permettant le contrôle de la station terrestre. Il contrôle l'orientation de l'antenne et supervise les opérations de réception radio,.

### Station sol (Ground Station)
La SatNOGS Ground Station correspond au système de réception des signaux radio. Il est composé des antennes, d'un système de pointage, des cartes de gestion électroniques et du système de réception radio. Il est basé sur des composants standards à faible coût et des pièces imprimées en 3D,,.

## État du réseau
Actuellement, le réseau SatNOGS est composé d'une centaine de stations en fonctionnement à chaque instant. Ces stations réalisent plus de 200 observations par jour.